# Фридман, Элизабет
Элизабет Фридман (англ. Elizebeth Smith Friedman, 1892—1980) — первая американская женщина-криптограф, жена Уильяма Фридмана.

## Биография

### Ранние годы
Родилась в Хантингтоне, Индиана, в семье квакеров, была младшей из девяти детей. Её мать была против обычного имени Elizabeth, поэтому она дала дочери имя с особым написанием — Elizebeth. Окончила Hillsdale College в штате Мичиган по специальности «английская литература». Проявила большой интерес к языкам, изучала латынь, греческий и немецкий.

### Лаборатория Ривербэнк
В начале 1910-х Элизабет познакомилась с предпринимателем и филантропом полковником Фабианом, который предложил ей работу в лаборатории в своём имении Ривербэнк, расположенном в Женеве, штат Иллинойс. Фабиан поручил Элизабет Смит сотрудничать с Элизабет Уэллс Гэллап и её сестрой, чтобы проверить гипотезу о том, что автором пьес и сонетов Шекспира на самом деле является философ Фрэнсис Бэкон, а также расшифровать закодированные сообщения, которые должны были содержаться в пьесах и стихах Шекспира.
В лаборатории Ривербэнк Элизабет работала в обществе 15 высококвалифицированных специалистов — переводчиков, специалистов в области акустики, машиностроения, аспиранта в области генетики, и других. Лаборатория Ривербэнк была одним из первых исследовательских центров США по изучению криптографии. Многие ценные материалы по истории криптографии были собраны благодаря работе Элизабет Смит. До создания шифровального бюро армии США (МИ-8) во время Первой мировой войны Лаборатория Ривербэнк была фактически единственным учреждением в США, способным расшифровывать кодовые сообщения. Во время Первой мировой войны некоторые подразделения правительства США направляли в лабораторию Ривербэнк своих сотрудников на обучение криптографии. Среди них была и Агнес Дрискол, направленная на обучение ВМФ США.
В мае 1917 Элизабет Смит вышла замуж за одного из сотрудников Лаборатории — Уильяма Фридмана. Чета Фридманов проработала в лаборатории Ривербэнк ещё 4 года, после чего в 1921 перешла на работу в военное министерство в Вашингтоне.

### На государственной службе
После некоторого периода работы на ВМС США в 1923 Э. Фридман перешла на работу в таможенную службу министерства финансов. В таможенной службе её усилия были направлены на борьбу с контрабандистами и нелегальными торговцами алкоголем, что было чрезвычайно актуально после введения «сухого закона» в США в 1919 году. Бутлегеры и торговцы наркотиками в 1920-е в своей деятельности стали активно использовали радио, передавая зашифрованные сообщения. Их шифры поначалу были достаточно несложными, и Э. Фридман организовала взлом этих шифров. За время работы на береговую охрану и Таможенную службу во времена сухого закона, она расшифровала более 12 тысяч сообщений бутлегеров. Благодаря её заслугам властям США удалось привлечь к ответственности многих контрабандистов, действовавших в Мексиканском заливе и на побережье Тихого океана, а также в Хьюстоне (Техас) и Новом Орлеане. Благодаря её усилиям в 1933 году были вынесены обвинительные приговоры в отношении тридцати пяти главарей бутлегеров, которые были признаны в нарушении закона Волстеда.
Э. Фридман также принадлежит главная роль в урегулировании спора между канадским и американским правительствами по поводу принадлежности парусника I’m Alone. Судно, шедшее под канадским флагом, было потоплено Службой береговой охраны США за неподчинение сигналу «лечь в дрейф». Канадское правительство по факту этого инцидента выставило иск в $ 350 тысяч против США, но анализ двадцати трех радиосообщений, расшифрованных Фридман, указал, что судно де-факто является собственностью США. Истинные владельцы судна были выявлены и канадский иск был отклонен.
После этого в 1937 году канадское правительство обратились за помощью к Э. Фридман в деле торговца опиумом Гордона Лима и его сообщников. Несмотря на то, что Фридман не владела китайским языком, ей удалось расшифровать код торговцев опиумом, что имело ключевое значение для обвинения. Это дело очередной раз продемонстрировало выдающиеся способности Э. Фридман.
Во время Второй мировой войны группа криптографов во главе с Э. Фридман, работавшая на Береговую охрану США, была переведена в подчинение ВМФ США, где они взламывали код немецкой шифровальной машины Энигма.
Способности Э. Фридман были использованы также в одном из самых громких шпионских дел времён Второй мировой войны — делу В. Дикинсон, известной как «женщина-кукла». Велвели Дикинсон вместе с мужем были нью-йркскими предпринимателями, обвинявшимися в шпионаже в пользу Японии. Кукольный магазин Велвели был прикрытием для её шпионской деятельности, она передавала информацию о ВМФ США своим агентам в Южной Америке с использованием стеганографии. Переписка В. Дикинсон, в которой содержалось закодированное сообщение о перемещениях американских судов в Перл-Харборе, была проанализированы и расшифрована Э. Фридман, на основании чего в отношении В. Дикинсон был вынесен обвинительный приговор.
В послевоенный период Элизабет Фридман стала техническим консультантом и создала систему безопасной связи для Международного валютного фонда.
Элизабет Фридман на протяжении своей карьеры работала в тесном сотрудничестве с мужем, но многие её заслуги в области криптографии являются самостоятельными и уникальными.

### В отставке
Элизабет и Вольф Фридман после выхода на пенсию с государственной службы оставались энтузиастами в исследовании текстов Шекспира и в 1957 году написали книгу «Взгляд шифровальщика на Шекспира», опубликованную под названием «Проверка шекспировских шифров». Эта книга была удостоена наград шекспировской библиотеки Фолгер в Вашингтоне и Американского шекспировского театра и Академии. В этой книге чета Фридманов опровергает «бэконинанский подход» к произведениям Шекспира сестёр Гэллап и Игнатиуса Доннелли. Фридманы отмечают, что обнаружили в публикации скрытую фразу: «Я не писал пьес. Ф. Бэкон».
После смерти мужа в 1969, Э. Фридман посвятила свою жизнь составлением библиотеки и библиография его работ. Эта крупнейшая частная коллекция материалов по криптографии в мире передана в библиотеке фонда Д. Маршалла в Лексингтоне, Вирджиния.
Элизабет Фридман скончалась 31 октября 1980 году в Плейнфилде, Нью-Джерси, в возрасте 88 лет. Её имя в 1999 увековечено в Зале Славы Агентства национальной безопасности